# Araguatins
Araguatins är en kommun i Brasilien.   Den ligger i delstaten Tocantins, i den centrala delen av landet, 1 100 km norr om huvudstaden Brasília. Antalet invånare är 31 324.
Omgivningarna runt Araguatins är huvudsakligen savann. Runt Araguatins är det glesbefolkat, med 12 invånare per kvadratkilometer.